# Focílides
Focílides (em grego:  Phokulides, c. 560 a.C.) foi um poeta grego de Mileto, que viveu no Século VI a.C.
Atribuem-se a Focílides cerca de quinze máximas em Hexâmetrâmetros. Em um fragmento de sua obra encontram-se máximas que comparam as mulheres a cadelas, abelhas, porcas e éguas.